# Jesper Forselius
Jesper Forselius, född 1969, f.d. trummis i bandet The Kristet Utseende och medlem i nollbudgetfilmgruppen Mondo Gnarp.
Har även gett ut en soloskiva genom sitt skivbolag Electronic Ejaculation, med namnet Blod.
Bor i Gnarp och är verksam som konstnär.